# Jorodd Asphjell

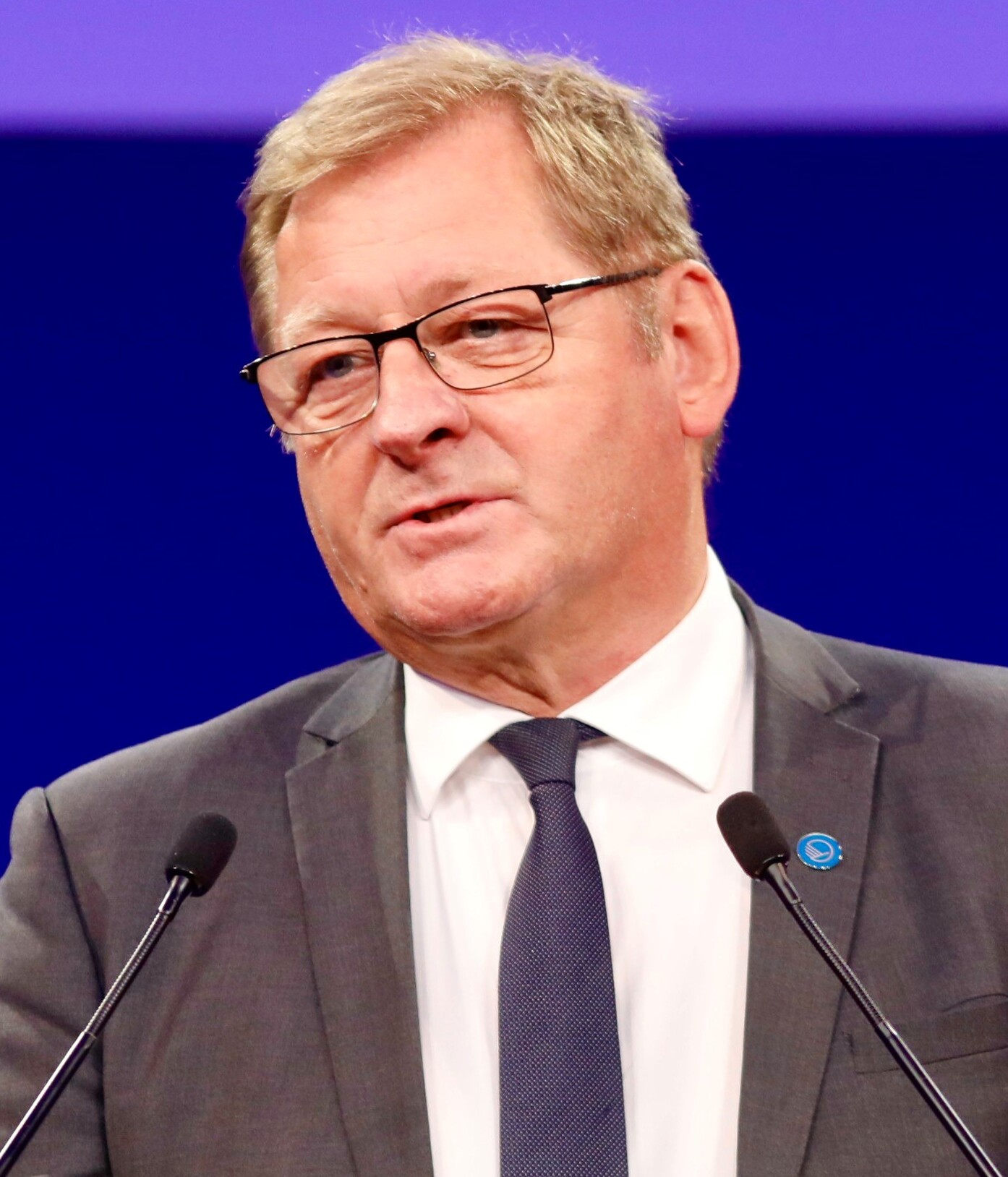
Jorodd Asphjell, 2023

Jorodd Asphjell (* 17. Juli 1960 in Orkdal) ist ein norwegischer Politiker der sozialdemokratischen Arbeiderpartiet (Ap). Seit 2005 ist er Abgeordneter im Storting.

## Leben
Von 1976 bis 1977 besuchte Asphjell eine Berufsschule in Meldal, wo er als Mechaniker ausgebildet wurde, bevor er bis 1980 an einer weiterführenden Schule war. Dort schloss er die Grafikerlinie ab. In den Jahren 1977 bis 1994 arbeitete er als Drucker, anschließend war er bis 1997 selbstständig tätig. Asphjell saß von 1983 bis 1987 im Kommunalparlament von Orkdal, zwischen 1999 und 2003 war er der stellvertretende Bürgermeister der Gemeinde. In der damaligen Provinz Sør-Trøndelag war er zwischen 1987 und 1999 Abgeordneter im Fylkesting. In den Jahren 1997 bis 2005 fungierte er als Sekretär der Arbeiderpartiet in Sør-Trøndelag.
Asphjell zog bei der Parlamentswahl 2005 erstmals in das norwegische Nationalparlament Storting ein. Dort vertritt er den Wahlkreis Sør-Trøndelag und er wurde zunächst Mitglied im Gesundheits- und Fürsorgeausschuss, wo er auch nach der Wahl 2009 verblieb. Zum Ende der Legislaturperiode hin war er von März bis September 2013 Teil des Kommunal- und Verwaltungsausschuss. Im Anschluss an die Stortingswahl 2013 wechselte er in den Justizausschuss, nach der Wahl 2017 kehrte er in den Kommunal- und Verwaltungsausschuss zurück. Asphjell wechselte im Januar 2018 erneut während der laufenden Legislaturperiode und wurde Mitglied im Bildungs- und Forschungsausschuss. Dort verblieb er auch nach der Parlamentswahl 2021. Nachdem er bereits ab 2009 Teil der Delegation des Stortings für den Nordischen Rat war, wurde er im Jahr 2021 der Delegationsvorsitzende. Im November 2022 wurde er für das Jahr 2023 zum Präsidenten des Nordischen Rats gewählt.
Im März 2024 gab er bekannt, dass er bei der Stortingswahl 2025 nicht erneut kandidieren werde.

## Sportfunktionär
Asphjell ist auch als Sportfunktionär tätig. Von 2011 bis 2015 war er der Vizepräsident des norwegischen Sportverbandes, davor war er unter anderem bereits stellvertretender Vorsitzender des Skiverbandes in Sør-Trøndelag.